# 勒穆尔 (加利福尼亚州)
勒穆尔（英語：Lemoore），是美国加利福尼亚州金斯县下属的一座城市。建市于1900年7月4日，面积大约为8.52平方英里（22.1平方公里）。根据2010年美国人口普查，该市有人口24,531人。